# Georg Christoph Grooth
Georg Christoph Grooth (russisch Георг Кристоф Гроо́т; * 21. Januar 1716 in Stuttgart; † 28. Septemberjul. / 9. Oktober 1749greg. in St. Petersburg) war ein deutscher Maler und Porträtist.

## Leben
Georg Grooth war der Sohn von Johann Christoph Grooth (1688–1764), Hofmaler des Herzogs von Württemberg und Kurator der herzoglichen Gemäldegalerie. Georg Grooth war bekannt als der „Kleine Grooth“ im Hinblick auf seinen jüngeren größeren Bruder Johann Friedrich Grooth (russisch Иоганн Фридрих Гроо́т).
Georg Grooth lernte Malerei bei seinem Vater und anderen Meistern in Ludwigsburg und Dresden. Er lebte und arbeitete dann in Prag 1739–1740. 1741 wanderte er auf Einladung des in russischen Diensten stehenden Generals Ulrich von Löwendal mit seinem Bruder nach Reval aus. 1742 war er an der Gestaltung der Triumphbögen in Moskau zur Krönung der Zarin Elisabeth beteiligt. 1743 ließ er sich in St. Petersburg nieder und wurde Hofmaler der Zarin Elisabeth und Kurator und Restaurator der kaiserlichen Gemäldesammlungen zusammen mit Lucas Conrad Pfandzelt. Er dekorierte die kaiserlichen Paläste, porträtierte die Mitglieder des kaiserlichen Hofes und malte die Ikonen für die Hauskapelle im Katharinenpalast in Zarskoje Selo. Zu seinen Schülern gehörte Iwan Argunow.